# Cymbidium wenshanense
Cymbidium wenshanense là một loài thực vật có hoa trong họ Lan. Loài này được Y.S.Wu & F.Y.Liu mô tả khoa học đầu tiên năm 1990.